# باربی: ایت تیکس تو
باربی: ایت تیکس تو سریال پویانمایی تلیوزیونی سی‌جی‌آی کمدی محصول سال ۲۰۲۲ می‌باشد که نقش سریال تلویزیونی اقتباسی از فیلم تلویزیونی باربی: شهر بزرگ، رؤیاهای بزرگ (۲۰۲۱) را دربرگرفته و بر پایهٔ همین فیلم نیز ساخته شده‌است.